# Arganthomyza
Arganthomyza is een geslacht van Anthomyzidae. De wetenschappelijke naam van het geslacht werd voor het eerst geldig gepubliceerd in 2009 door Roháček.

## Soorten
De volgende soorten zijn bij het geslacht ingedeeld:
- Arganthomyza acuticuspis Roháček & Barber, 2013[2]
- Arganthomyza bivittata Roháček & Barber, 2013[2]
- Arganthomyza carbo Roháček & Barber, 2013[2]
- Arganthomyza disjuncta Roháček & Barber, 2013[2]
- Arganthomyza duplex Roháček & Barber, 2013[2]
- Arganthomyza setiplanta (Roháček, 1987)
- Arganthomyza socculata (Zetterstedt, 1847)
- Arganthomyza versitheca Roháček, 2009[1]
- Arganthomyza vittipennis (Walker, 1857)